# Cryptus ultramondanus
Cryptus ultramondanus là một loài tò vò trong họ Ichneumonidae.